# Sucre semoule

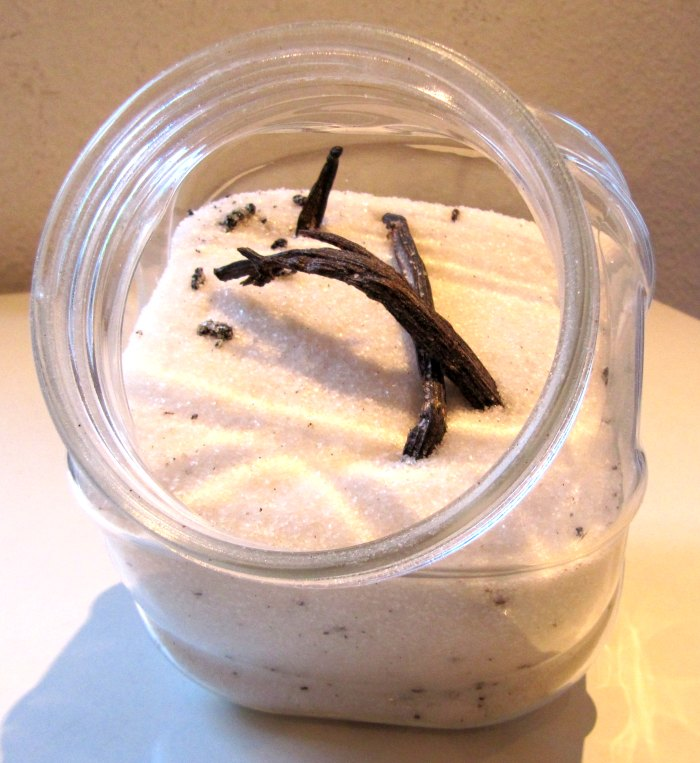
Sucre semoule dans un bocal, avec trois gousses de vanille pour le parfumer.

Le sucre semoule ou sucre fin, souvent appelé sucre en poudre en France et sucre granulé au Canada, est obtenu  à partir des plantes sucrières  canne et betterave. Sa granulométrie est entre celle du sucre cristal et du sucre glace.
Il est surtout utilisé pour le sucrage et l’enrobage des desserts et des pâtisseries.

## Fabrication
Le sucre semoule est obtenu à partir  de betterave sucrière ou de canne à sucre. Après extraction, le produit fini  diffère quant à sa couleur : celui issu de la betterave est naturellement blanc, celui issu de la canne est de couleur rousse et doit être raffiné pour devenir blanc.
Le processus d’extraction à partir de la betterave s’effectue en dix étapes :
- récolte, lavage, découpage, diffusion, filtration, évaporation, cristallisation, essorage, séchage, conditionnement.
Le processus d’extraction à partir de la canne est identique au précédent, à l’exception de la phase « diffusion » qui est remplacée par le « broyage ». Sa granulométrie, assez faible (> 0,4 mm), se situe entre celle du sucre cristal et celle du sucre glace. De ce fait, il est à différencier du sucre extra-fin ou "sucre semoule 300", qui comme son nom l'indique, est encore plus fin (0,3 mm), à rapprocher du caster sugar (en) anglais.
Sa dénomination légale est «sucre blanc». L’appellation «sucre blanc raffiné» est réservée au produit fabriqué à partir du jus de canne.

## Valeurs nutritionnelles
Au point de vue nutritionnel, il ne contient pas de protéine, de matière grasse, ni des fibres alimentaires. Apports pour 100g:  400 kcal, 100 g de glucides, 0 lipide,.

## Conditionnement
Chez les producteurs, il est stocké en vrac dans des silos ou citernes, en Big Bag de 1000 kg, en sac de  25 kg, ou encore en sac de 50kg (voir photo ci-dessous).

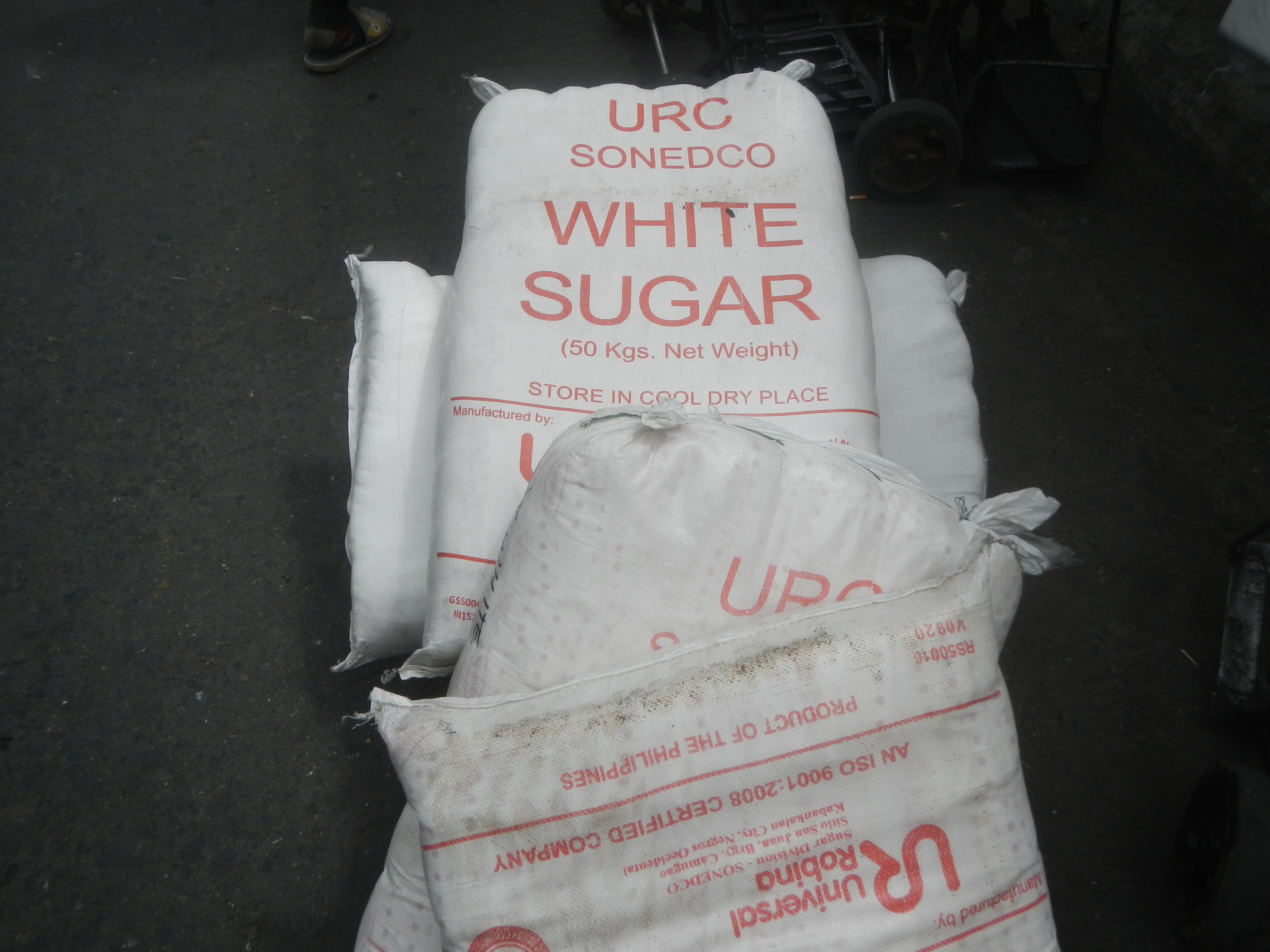
Sac de 50 kg.

Pour les professionnels (pâtisseries, restaurants), il est conditionné en sacs de 5, 10, 20 ou 25 kg ; en sachet de 1 ou 2 kg, en sachet "buchettes" chez les détaillants (épicerie, grandes surfaces).

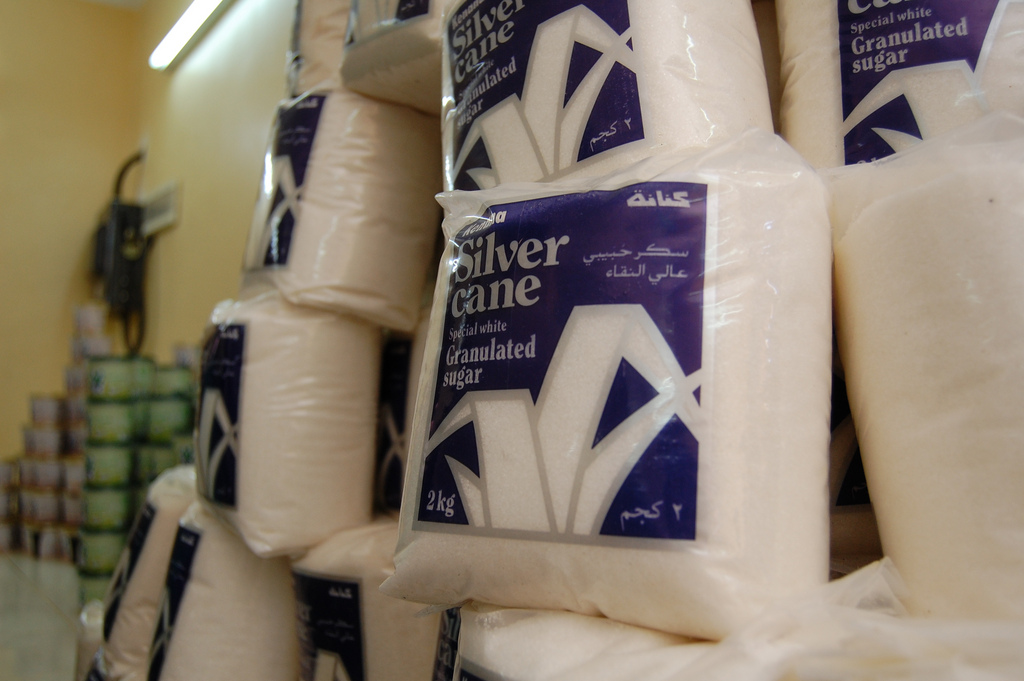
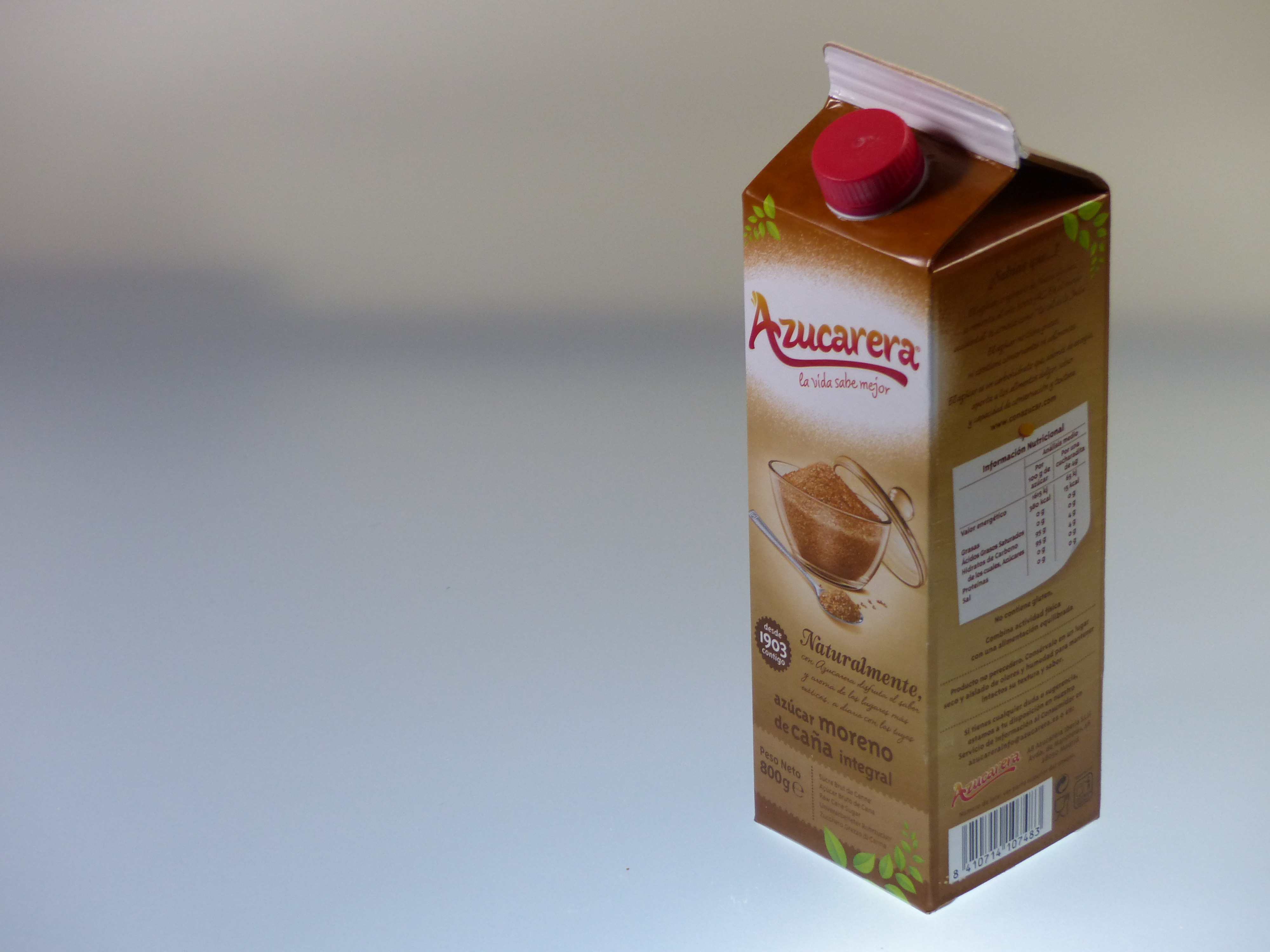
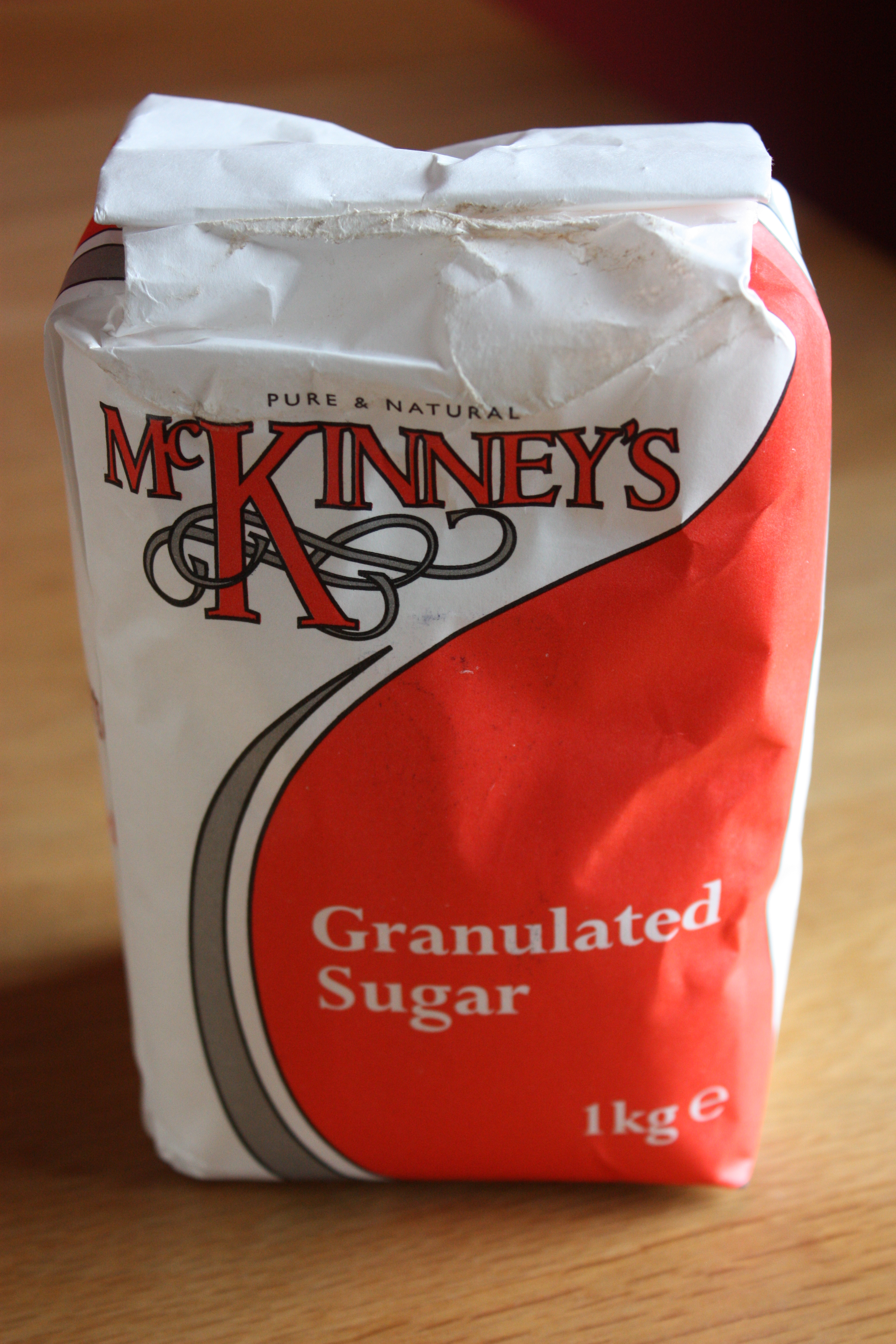
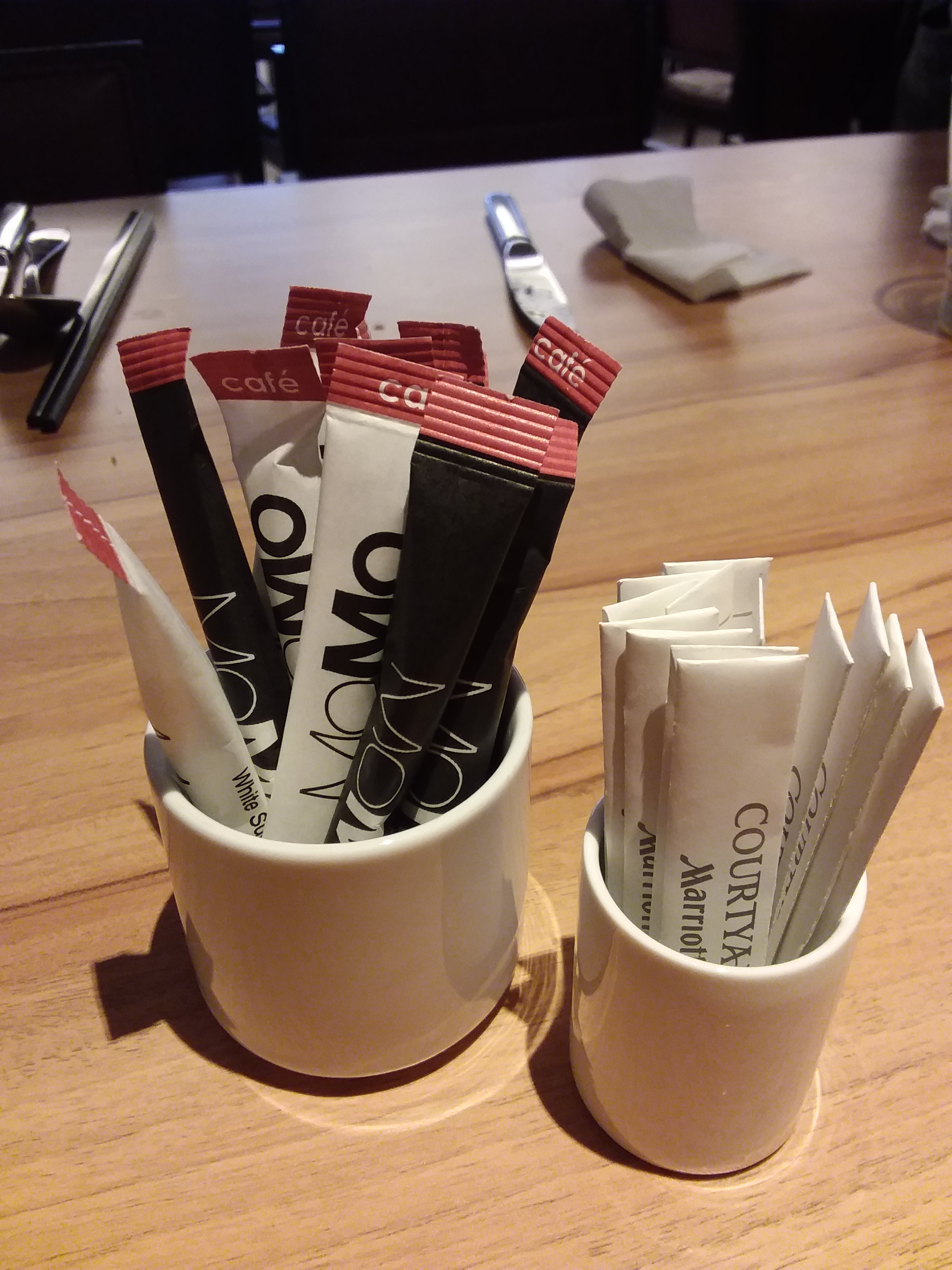
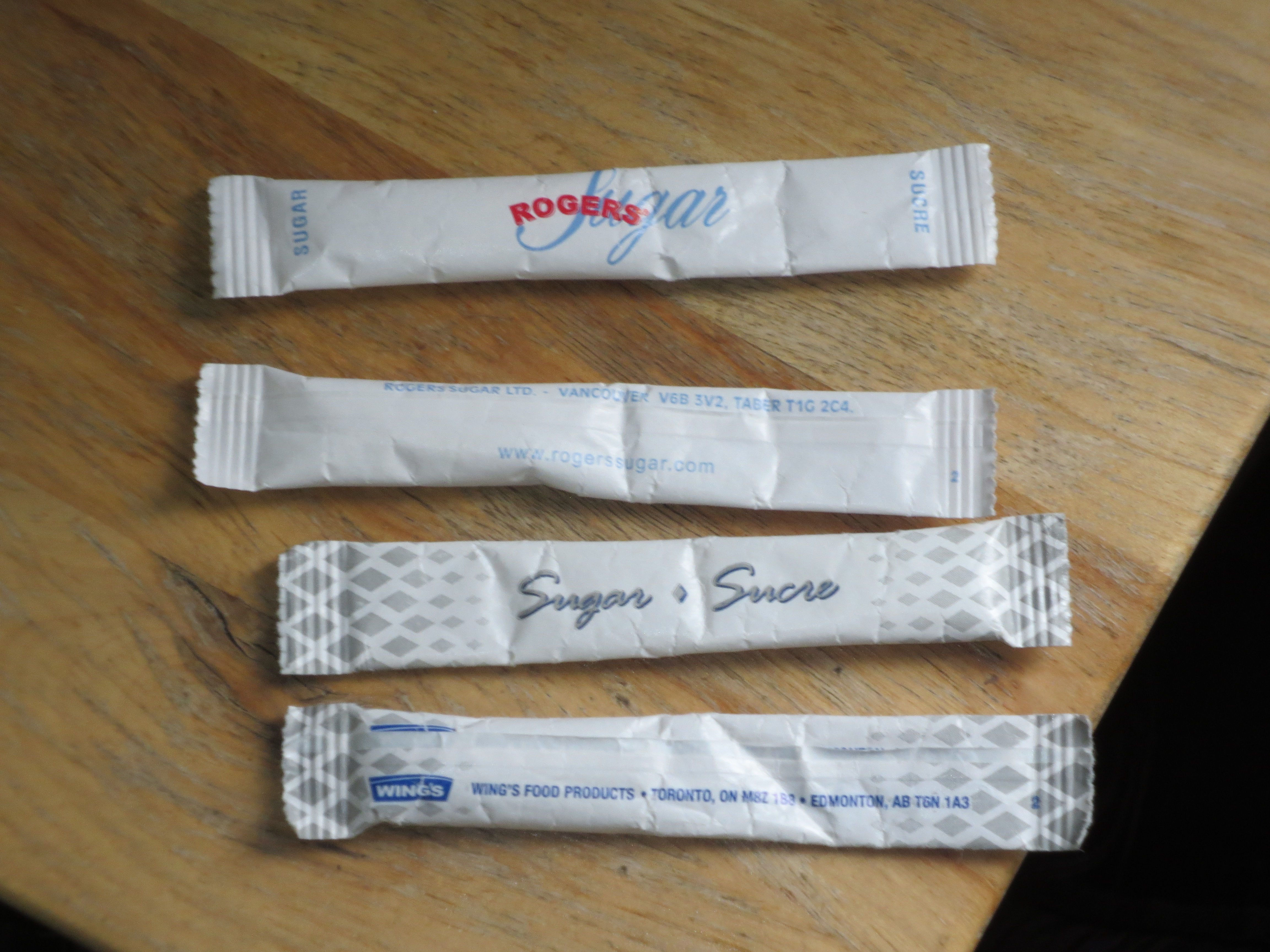

## Conservation
Sur les sites de production, le sucre blanc est stocké dans des lieux protégés contre les fortes variations de température et de taux d’humidité.
Chez les détaillants ou chez les consommateurs, le sucre blanc peut se conserver plusieurs années dans un contenant (boîte ou bocal) fermé hermétiquement, à l’abri de la lumière et de l’humidité.

## Usages de table
Il se dissous plus rapidement que le  sucre cristallisé , même dans un liquide froid. Il est surtout utilisé en patisserie (sucrage), dans les desserts (enrobage), les glaces, ou associé au fromage blanc, aux yaourts, à certains fruits crus, notamment  les fraises,,.
En cuisson, mélangé avec d’autres ingrédients, il résiste à de hautes températures, mais utilisé seul il  se transforme rapidement en caramel.

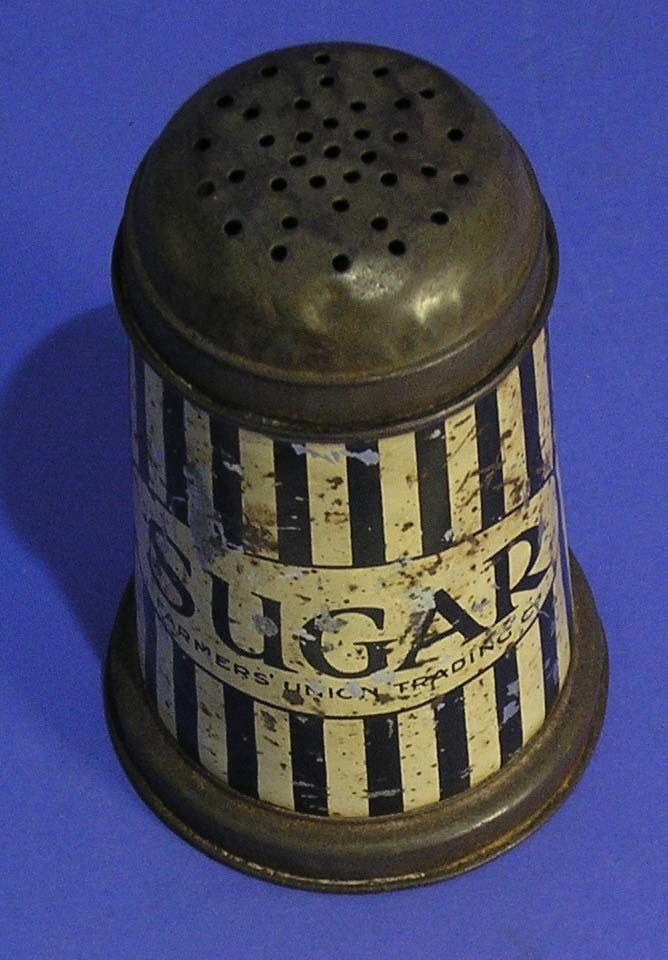
Saupoudreuse.
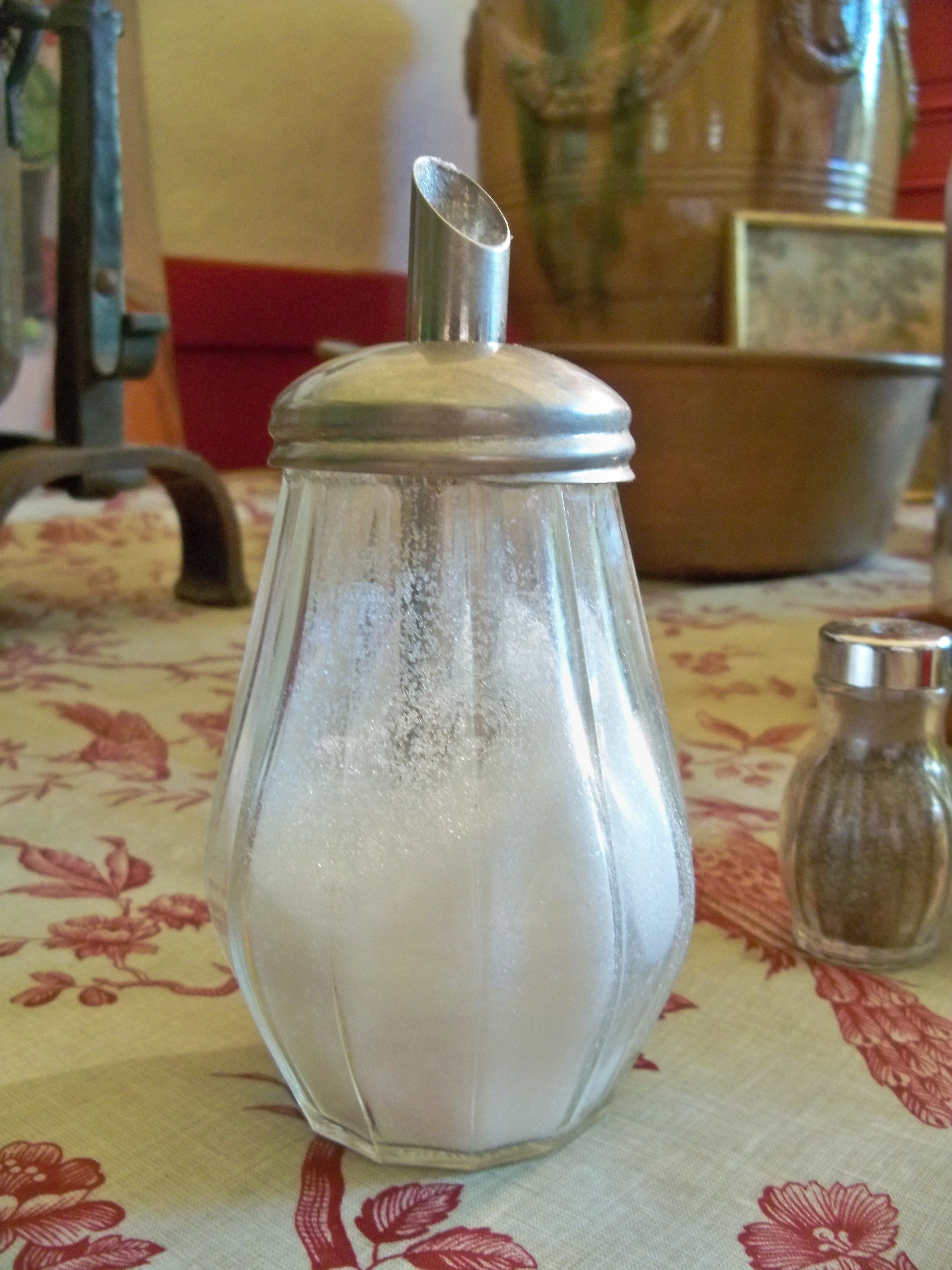
Sucrier.
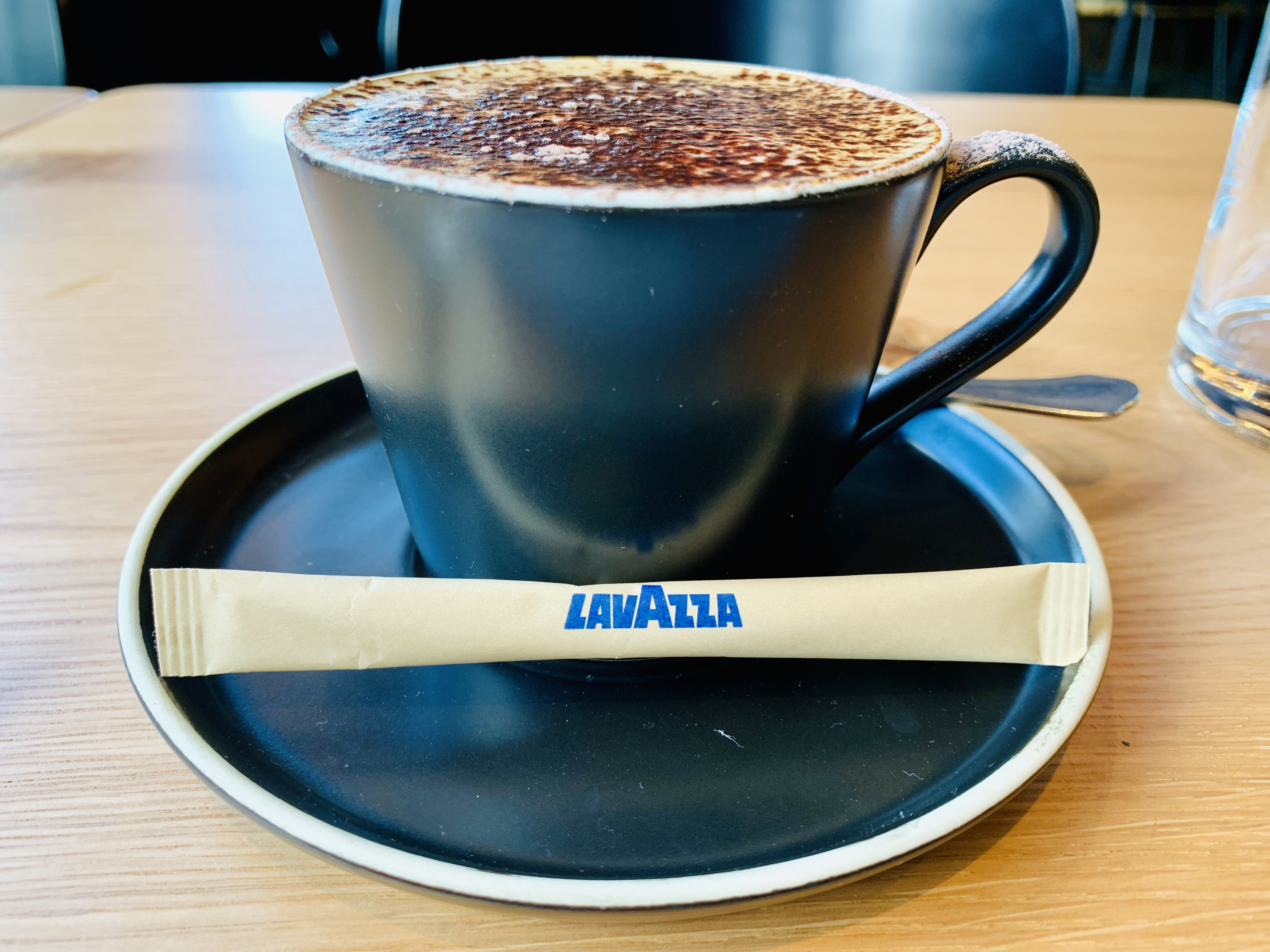
Buchette.
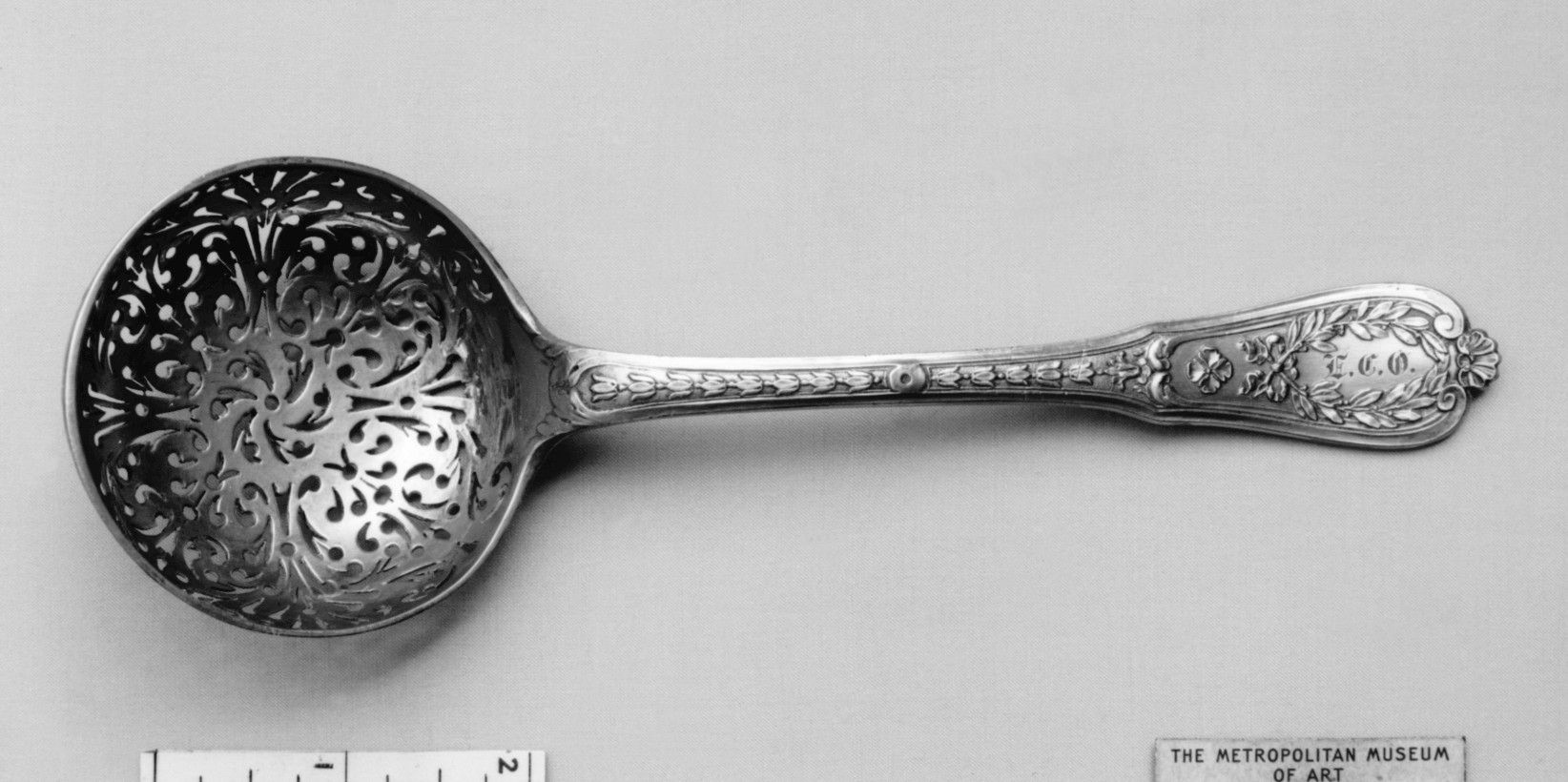
Cuillère à sucre.
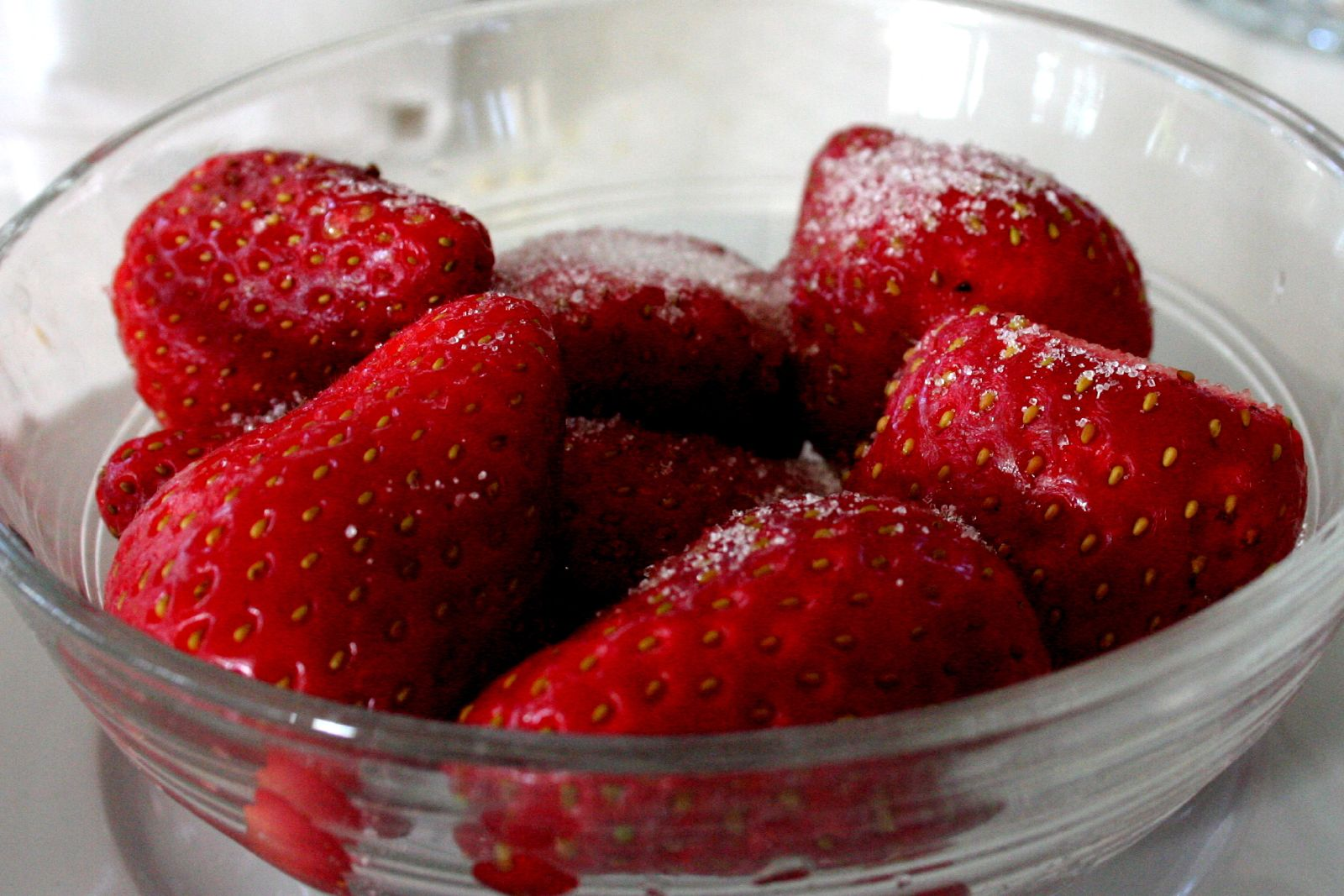
Fraises au sucre.
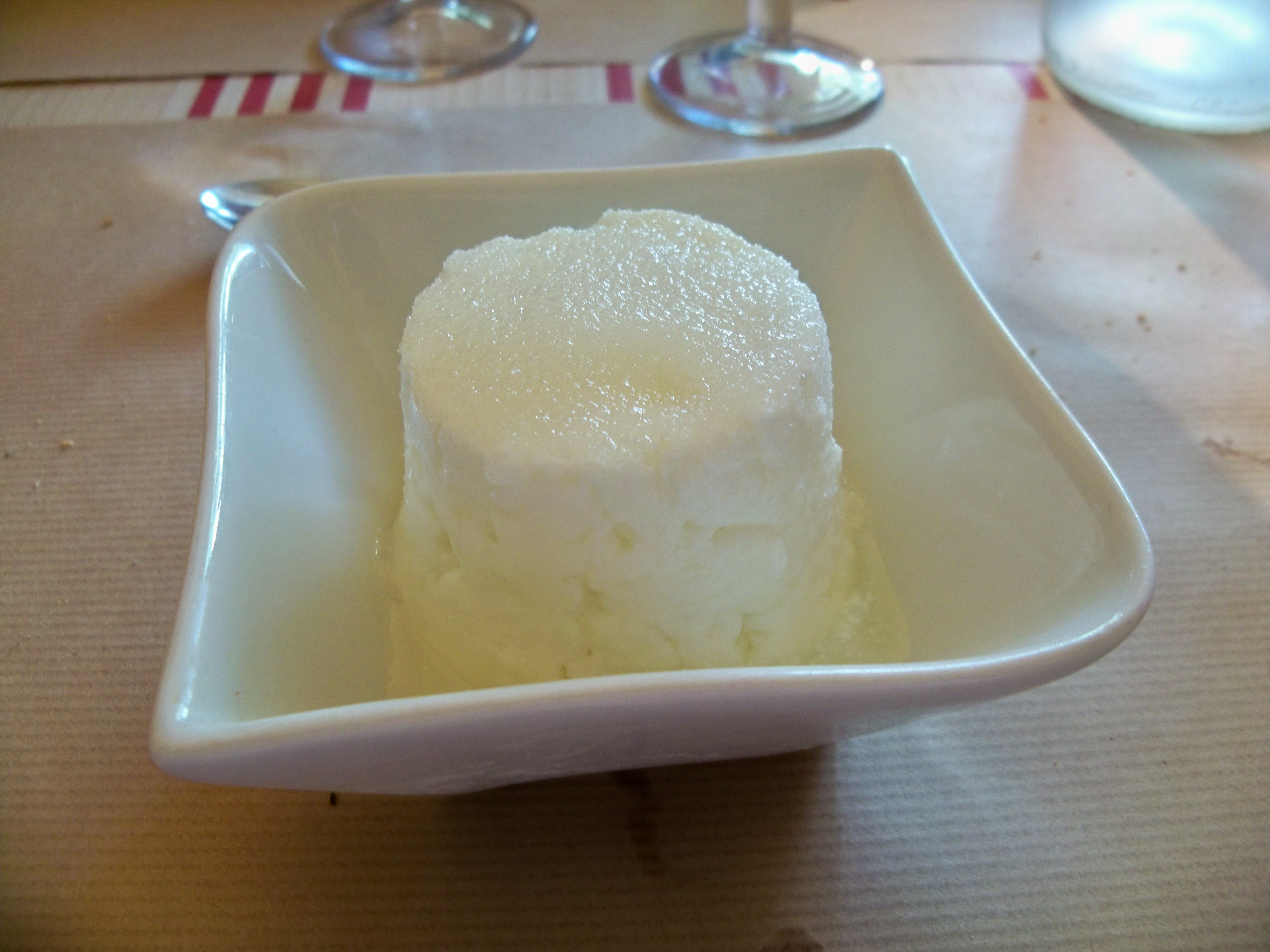
Fromage blanc saupoudré de sucre semoule.

## Sources
- « Académie du Goût: Sucre blanc (sucre-semoule) », sur académiedugout.fr (consulté le 12 novembre 2022).
- « Cultures sucre », sur cultures-sucre (consulté le 12 novembre 2022).
- « Larousse cuisine: Sucre », sur cuisine.larousse.fr (consulté le 12 novembre 2022).
- « Sucre + : Sucre semoule », sur sucre+ (consulté le 12 novembre 2022).
- « Sucre + : Sucre semoule 300 », sur sucre+ (consulté le 6 avril 2023).